# Christian Frederik Knuth (Jurist)

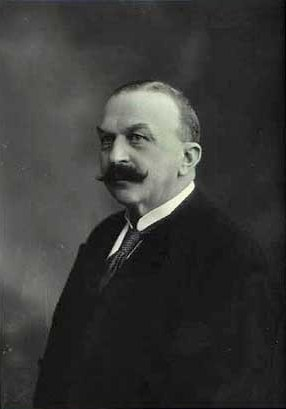
Christian Frederik Knuth

Graf Christian Frederik Knuth-Knuthenborg (* 10. Oktober 1862 in Sorø; † 7. November 1936 in Kopenhagen) war ein dänischer Jurist, Gutsherr und Hofjägermeister.

## Leben
Knuth entstammte dem mecklenburgisch-dänischen Uradelsgeschlecht Knuth, er war der Sohn und das dritte Kind von Johan Sigismund Knuth und dessen Gattin Johanne Charlotte Elise, geb. von Lüttichau.
1880 legte Knuth sein Abitur an der Metropolitanskolen ab, 1887 wurde er cand.jur und erwarb Store Grundet, das er 1909 verkaufte. Am achten April 1897 wurde Knuth zum Hofjägermeister ernannt. 1906 bis 1910 war er Vorsitzender der Küstenkommission für Vejle Amt. 1911 wurde Knuth bei der Versicherungsgesellschaft Danmark in der Abteilung für Brandversicherungen angestellt, 1914 zum Inspekteur befördert.

## Ehe und Nachkommen
Am 18. Mai 1894 heiratete Knuth Sigrid Lorck (* 23. März 1869; † 20. Oktober 1910) in der Skt. Mortens Kirke in Næstved. Der Ehe entsprangen zwei Kinder:
- Lehnsgraf Sigismund Ellis Frederik Victor Lüttichau Knuth-Knuthenborg (* 3. März 1895 auf Store Grundet; †)
- Gräfin Clara Sigrid Elise Lüttichau Knuth-Knuthenborg (* 24. April 1898 auf Store Grundet; † 6. Oktober 1982)

## Vorfahren
| Christian Frederik Knuth Graf von Knuthenborg | Johan Sigismund Knuth Graf von Knuthenborg        | Julius Knuth Graf von Knuthenborg                    | Frederik Knuth Graf von Knuthenborg                              |
| Christian Frederik Knuth Graf von Knuthenborg | Johan Sigismund Knuth Graf von Knuthenborg        | Julius Knuth Graf von Knuthenborg                    | Juliane Marie Knuth, geb. von Møsting                            |
| Christian Frederik Knuth Graf von Knuthenborg | Johan Sigismund Knuth Graf von Knuthenborg        | Georgine Frederikke Vilhelmine Knuth, geb. von Hauch | Johan Christian von Hauch Kammerherr                             |
| Christian Frederik Knuth Graf von Knuthenborg | Johan Sigismund Knuth Graf von Knuthenborg        | Georgine Frederikke Vilhelmine Knuth, geb. von Hauch | Pauline Christiane von Numsen, geb. Rye                          |
| Christian Frederik Knuth Graf von Knuthenborg | Johanne Charlotte Elise Knuth, geb. von Lüttichau | Mathias von Lüttichau Generalleutnant                | Schack von Lüttichau Generalkriegskommissar                      |
| Christian Frederik Knuth Graf von Knuthenborg | Johanne Charlotte Elise Knuth, geb. von Lüttichau | Mathias von Lüttichau Generalleutnant                | Anthonia Elisabeth Petrea von Lüttichau, geb. Lunding            |
| Christian Frederik Knuth Graf von Knuthenborg | Johanne Charlotte Elise Knuth, geb. von Lüttichau | Christiane Hansine Gottholdine von Lüttichau         | Christian Ditlev von Lüttichau Kammerjunker                      |
| Christian Frederik Knuth Graf von Knuthenborg | Johanne Charlotte Elise Knuth, geb. von Lüttichau | Christiane Hansine Gottholdine von Lüttichau         | Vibeke Ida Wilhelmine von Lüttichau, geb. von Bülow zu Wedendorf |